# Макс Ромео
Макс Ромео (англ. Max Romeo, при рождении Максвел Ливингстон Смит (англ. Maxwell Livingston Smith; 22 ноября 1944, Сент-Джеймс, Корнуолл — 11 апреля 2025, Сент-Эндрью, Сарри) — ямайский регги-исполнитель, получивший широкую известность в своей стране, а также в Великобритании. Сотрудничал с вокальной группой «The Emotions». Песни из его альбома «A Dream» (1969) были выдержаны в откровенно сексуальной манере и породили новый стиль регги.

## Биография

### Ранние годы
Родился в Сент-Д’Акре, Сент-Джеймс, Ямайка. Ромео покинул родной дом в возрасте 14 лет и работал на сахарной плантации близ Кларедона, где затем, в возрасте 18 лет, победил на местном конкурсе талантов. После этого Макс принял решение перебраться в столицу Кингстон, с целью начать музыкальную карьеру.

### Карьерные дебюты
В 1965 году Ромео присоединился к Кеннету Найту и Ллойду Шекспиру в группе The Emotions, одновременно работая в отделе продаж на лейбле Caltone. Группа безуспешно проходила прослушивание у многих продюсеров, но Кен Лэк предложил им пройти прослушивание после того, как услышал, как Смит напевает себе под нос во время работы. В 1966 году у группы вышел первый хит — песня «(Buy You) A Rainbow», спродюсированная Лэком. The Emotions выпустили несколько хитовых синглов, и к 1968 году певец, к тому времени известный как Макс Ромео, начал сольную карьеру, но не добился больших успехов. Ромео вернулся в The Emotions, теперь записываясь для Фила Пратта, и основал новую группу, The Hippy Boys.

### Сольная карьера
В 1968 году стал прорывом в карьере Ромео, когда он писал «Wet Dream», песню, которая стала хитом на Ямайке. Трек был заблокирован на BBC Radio в Великобритании из-за своей откровенно сексуальной лирики, хотя певец утверждал, что речь шла о протекающей крыше. Тем не менее, «Wet Dream» вошла в Топ-10 хитов в Великобритании, где продержалась шесть месяцев. Другими записями, вышедшими в 1969 году, были «Belly Woman», «Wine Her Goosie» и «Mini-Skirt Vision», а также дебютный альбом Макса Ромео, A Dream. Ромео было запрещено выступать на нескольких концертных площадках во время турне по Великобритании
В 1970 году Ромео вернулся на Ямайку, где основал Romax, неудачный звукозаписывающий лейбл и звуковую систему. В 1971 году выпустил свой второй альбом Let the Power Fall. В него вошло несколько политически заряженных песен, большинство из которых пропагандировали демократическую социалистическую Народную национальную партию (ННП), которая выбрала его песню «Let the Power Fall» в качестве своей музыкальной темы для всеобщих выборов на Ямайке в 1972 году. После этого Ромео работал с продюсером Ли «Скрэтчем» Перри над альбомом Revelation Time (1975), в который вошла классическая песня «Three Blind Mice» — адаптация детской песенки со словами о полицейском рейде на вечеринке.
В 1976 году Ромео выпустил War Ina Babylon, альбом, который считается его лучшей работой. Альбом, посвящённый политике и религии, включал популярный сингл «Chase the Devil», который стал одной из его самых известных песен. Вскоре после этого пара распалась, и Ромео самостоятельно выпустил свой следующий альбом Reconstruction, который, однако, не смог повторить успех своих предшественников, когда вышел в 1977 году.
В 1978 году Ромео переехал в Нью-Йорк, где в соавторстве (с продюсером по прическам Майклом Батлером) написал мюзикл «Reggae», в котором также сыграл главную роль.
В 1980 году он выступил в качестве бэк-вокалиста в песне «Dance» на альбоме The Rolling Stones Emotional Rescue. В 1981 году эта услуга была оказана в ответ, когда Кит Ричардс из The Rolling Stones выступил сопродюсером и сыграл на альбоме Romeo Holding Out My Love to You, неудачной попытке пробиться на североамериканский рынок.
Остальные его работы, написанные в течение десятилетия, практически не были замечены, и Ромео нашёл работу в нью-йоркском магазине электроники. Джон Холт уговорил его вернуться на Ямайку, и он прожил в доме Холта в Мидоубруке в течение года.
Ромео снова посетил Великобританию в 1992 году, записав альбомы Fari — Captain of My Ship (1992) и Our Rights (1995) с Jah Shaka. В 1998 году он присоединился к британской ритм-секции/продюсерской команде Mafia & Fluxy для записи альбома Selassie I Forever. СборникThe Many Moods of Max Romeo был выпущен в Великобритании в 1999 году.
В 2014 году он выпустил альбом «Father and Sons», записанный совместно с его сыновьями Роналду и Ромарио (известными как дуэт Rominal). Его дочь Азана Смит также начала карьеру певицы под псевдонимом Xana Romeo.
В 2023 году он подал иск против Universal Music Group и Polygram Publishing, Inc. на 15 миллионов долларов, утверждая, что ему не выплачивали гонорары за его работу более 50 лет.
Ромео умер 11 апреля 2025 года от сердечных осложнений в больнице округа Сент-Эндрью, Ямайка, в возрасте 80 лет.

## Дискография

### Альбомы
- - 1969: A Dream
  - 1971: Let the Power Fall
  - 1975: Revelation Time (re-released as Open the Iron Gate in 1978)
  - 1976: War Ina Babylon (with The Upsetters)
  - 1977: Reconstruction
  - 1980: Rondos
  - 1981: Holding Out My Love to You
  - 1982: I Love My Music
  - 1984: Max Romeo Meets Owen Gray at King Tubby’s Studio (with Owen Gray)
  - 1984: Freedom Street
  - 1985: One Horse Race
  - 1989: Transition (with The Upsetters)
  - 1992: Fari — Captain of My Ship (with Jah Shaka)
  - 1993: On the Beach
  - 1994: The Cross or the Gun
  - 1995: Our Rights (with Jah Shaka)
  - 1998: Selassie I Forever
  - 1999: Love Message
  - 1999: Something Is Wrong
  - 2001: In This Time
  - 2004: A Little Time for Jah
  - 2005: Crazy World of Dub
  - 2006: Max Romeo Sings Hits of Bob Marley
  - 2007: Pocomania Songs
  - 2014: Father and Sons
  - 2016: Horror Zone
  - 2019: Words From The Brave
  - 2020: Revelation Time (ремастеринг с бонус-треками)
  - 2021: World Of Ghouls

### Синглы
- 1967: «Don’t Want to Let You Go» (with The Emotions)
- 1968: «Wet Dream» (UK number 10 in June 1969)
- 1969: «Belly Woman»
- 1969: «Twelfth of Never»
- 1969: «Wine Her Goosie»
- 1969: «Mini-Skirt Vision»
- 1969: «Blowing in the Wind»
- 1970: «Melting Pot» (with The Hippy Boys)
- 1970: «What a Cute Man»
- 1971: «Let the Power Fall»
- 1971: «Macabee Version»
- 1971: «Don’t You Weep»
- 1971: «Ginal Ship»
- 1971: «Black Equality»
- 1971: «Chie Chie Bud»
- 1971: «The Coming of Jah»
- 1972: «Rasta Band Wagon»
- 1972: «Public Enemy No. 1»
- 1972: «No Joshua No»
- 1972: «Press Along Joshua»
- 1972: «When Jah Speaks»
- 1972: «We Love Jamaica»
- 1972: «Is It Really Over?»
- 1972: «Aily and Ailaloo» (as Niney and Max)
- 1972: «Are You Sure»
- 1973: «Every Man Ought to Know»
- 1973: «Evening News»
- 1973: «Rent Crisis»
- 1973: «Three Blind Mice»
- 1974: «Corner Stone»
- 1974: «Don’t Rock My Boat»
- 1974: «Socialism Is Love»
- 1974: «Put a Little Aside»
- 1974: «Sixpence»
- 1974: «A Lie Them a Tell»
- 1974: «Red House»
- 1974: «The Reverend»
- 1975: «One Step Forward»
- 1975: «God Bless Jamaica»
- 1975: «Youthman, Rootsman»
- 1975: «Revelation Time»
- 1975: «Johosaphatt the Lost Valley»
- 1975: «Heads a Go Roll»
- 1975: «Natty Dread Take Over»
- 1975: «Jamaicans: God Bless You»
- 1975: «Big Jack»
- 1975: «Mr. Fixit»
- 1976: «War in a Babylon (It Sipple Out Deh)»
- 1976: «Fire Fe the Vatican»
- 1976: «Hola Zion»
- 1976: «I Chase the Devil»
- 1976: «Mr. Jones»
- 1976: «Deacon Wife»
- 1976: «If Them Ever»
- 1977: «Norman»
- 1982: «I Love My Music»
- 1988: «Keep on Moving»
- 1992: «Fari — Captain of My Ship»
- 1992: «Rich People»
- 1992: «Melt Away»
- 1993: «Wicked Have to Run Away»
- 1998: «Selassie I Forever»
- 1999: «In This Time»
- 2000: «Marching»
- 2000: «Perilous Time»
- 2004: «Outta Babylon»
- 2005: «Juks We a Juks»
- 2006: «Babylon Fall» (with Rebel Familia)
- 2006: «Luw Them»
- 2006: «Give Praises»
- 2007: «Birth of Reggae Music»
- 2009: «My Jamaican Collie»
- 2011: «Protest to the M1»
- 2021: «Public Enemy»
- 2022: «Just Like The Rainbow»

### Совместные альбомы
- 1993: Wet Dream
- 1999: Open the Iron Gate: 1973-77
- 1999: The Many Moods of Max Romeo
- 2000: Pray for Me: 1967 to 1973 — The Best of Max Romeo
- 2002: Perilous Times: 1974—1999
- 2002: The Coming of Jah — Anthology 1967-76
- 2003: Ultimate Collection
- 2004: Wet Dream — The Best of Max Romeo
- 2008: Best Of
- 2009: 36 Carat Golden Hits